# Poropodalius crispus
Poropodalius crispus är en spindeldjursart som beskrevs av Wolfgang Karg 2000. Poropodalius crispus ingår i släktet Poropodalius och familjen Rhodacaridae. Inga underarter finns listade i Catalogue of Life.